# Marie Pape-Carpantier
Marie Pape-Carpantier   (La Flèche, 10 de setembre de 1815 - Villiers-le-Bel, 31 de juliol de 1878) de nom complet Marie Joséphine Olinde Carpantier fou una educadora, pedagoga i feminista francesa simpatitzant del fourierisme. Lluità contra la pobresa i la injustícia social, per l'educació de les xiquetes i els drets de les dones. És considerada la pionera de l'educació preescolar a l'estat francés. Escrigué articles en L'economista francés, setmanari econòmic fundat el 1862.

## Biografia
Era filla d'André Carpantier i Joséphine Rose. Els seus pares es traslladaren a La Flèche per les possibilitats que la vida militar hi oferia. Son pare, però, va morir durant la insurrecció realista dels Cent Dies. Després, la seua mare treballà en la sastreria del Royal College i delegà la cura de Marie a la seua àvia fins a l'edat escolar.
A onze anys, Marie deixa l'escola per a ajudar la seua mare en la costura. Llavors, els xiquets treballaven a les fàbriques i no fou fins a la llei del 22 de març del 1841 que es va prohibir emprar a menors de vuit anys i jornades de vuit hores per als menors de dotze.(2)

## Trajectòria professional

### Sales d'asil

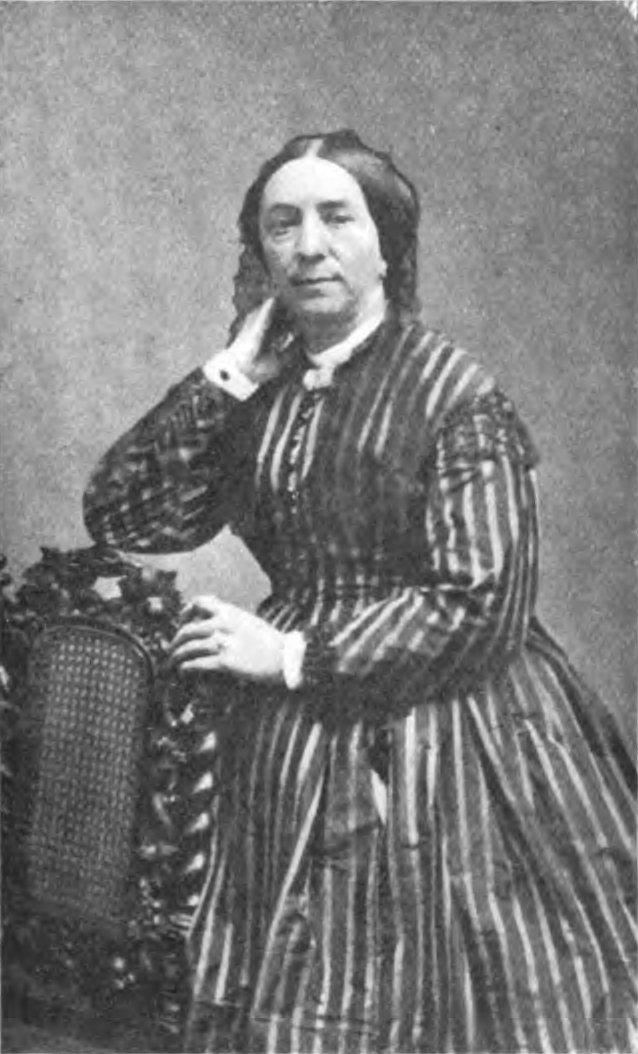
Marie Pape-Carpantier, fotografia sense data

El 1833, la llei Guizot obligà els municipis a obrir una escola primària. El mateix any es publica El manual de les sales d'asil. Aquest manual oferia consells sobre com dur aquests establiments, models d'horaris, etc. Les sales d'asil eren un projecte d'ensenyament primari destinat a educar xiquets i a ajudar les dones en la cura dels fills, dirigit per a hòmens i xiquetes de 2 a 6 anys, en l'àmbit estatal, com un precedent de l'escola infantil. Amb el manual, hi havia consells pedagògics sobre la manera de fer funcionar les sales d'asil que, en aquell moment, eren encara poc nombroses.(2)
En algunes zones, es feren festes benèfiques per a finançar-ne la instal·lació. A La Flèche, es confià un projecte d'obertura a la mare de Marie el 1834. Marie Carpantier participà en la supervisió dels xiquets, mentre es prepara a La Flèche i després a Le Mans. El 20 de desembre fou nomenada cap de la sala d'asil. Amb tan sols dinou anys, és responsable d'un centenar de xiquets. Com a directora, havia d'estar-hi present des de les set del matí a l'hivern i a partir de les nou a l'estiu fins a les vuit de la nit, i ensenyar instrucció religiosa, nocions elementals de lectura, escriptura, aritmètica, cançons, costura i treballs manuals.
El 1839, Marie emmalaltí, esgotada pel treball i les responsabilitats a què s'enfrontava. Durant un temps es va dedicar a escriure i després va reprendre les activitats educatives.(3)
El 4 de juliol del 1842, se li confia la direcció de la principal sala d'asil de Le Mans. A Marie no li agrada la direcció que es feia ni el mètode recomanat pel Manual de les sales d'asils, que aleshores se seguia de manera rigorosa. Insisteix sobre la importància de les lliçons de coses, que concep com un enfocament del coneixement basat en sensacions i intuïcions més que en principis, i permeten als xiquets desenvolupar la intel·ligència i apropiar-se del món mitjançant el cos i el llenguatge. Sosté que l'afecte és fonamental en l'aprenentatge, inclòs el tracte als xiquets com una professió.

### Pedagogia preescolar
Des del 1845, Marie Carpantier proposa canviar el nom de sala d'asil pel d'escola maternal. I pretén que l'objectiu en siga respondre a les curiositats dels xiquets, atraure l'atenció sobre el món. Comprén que en aquesta primera etapa els xiquets i xiquetes tenen la necessitat de divertir-se i aquest lloc hi respon perfectament.
Desenvolupa nous mètodes d'ensenyament i publica el 1845 la seua primera obra, Consells sobre la direcció de les sales d'asil. Entre altres innovacions, proposa la creació de seccions organitzades en petits grups segons l'edat, l'aprenentatge en contacte amb l'entorn i amb el docent. Presenta el projecte al ministre d'Instrucció pública i la comissió d'estudis atén la reforma de les sales d'asil, un decret que se signa tres anys després, el 28 d'abril del 1848.
El 1847 rep la invitació per a dirigir un centre de formació de mestres de sales d'asil a París. Aquest es convertiria en l'Escola Normal Maternal. Allí va romandre 25 anys i hi va formar al voltant de 1.500 mestres de París, l'estat i fins i tot d'altres països.
El seu treball fou conegut internacionalment i la seua obra sobre les sales d'asils fou reconeguda a Londres en la tercera Exposició Universal de 1862. Al 1867 presenta el seu mètode de sales d'asil en una conferència a la Sorbona. Aquesta participació impulsa les reformes pedagògiques que havia proposat.

### Activisme

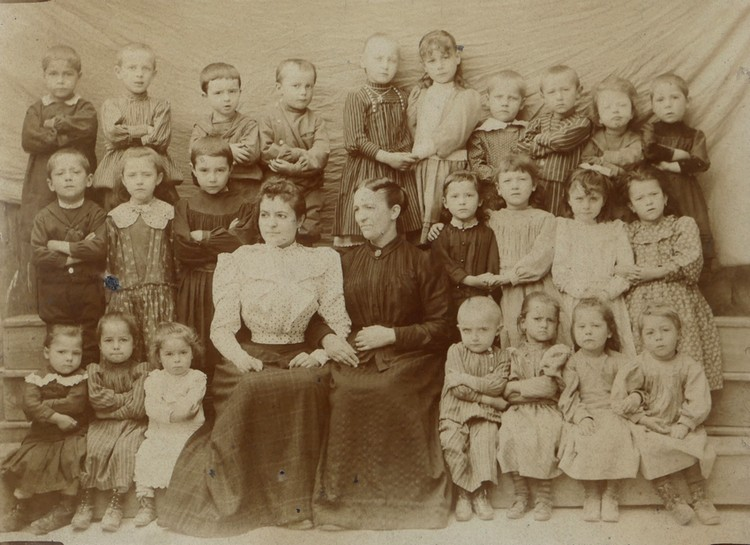
Marie Pape-Carpantier envoltada de xiquetes i acompanyada d'una de les seues filles el 1872

Durant el Segon Imperi, fou inspectora de les sales d'asil situades sota l'empara de l'emperadriu Eugènia de Montijo. El 1861, Carpantier dirigia un curs pràctic i la metodologia d'ensenyament. Publica sobre l'educació de les xiquetes i la instrucció de les dones; és per això que se la considera feminista, sobretot per set articles sobre la qüestió de les dones, una qüestió de justícia i de ben ser, que interessa la societat i la humanitat.(6) Expressa que les dones han de procurar la seua educació.
El 1874 li rescindiren les seues funcions a causa de la seua llibertat de pensament, però hi fou reincorporada mesos més tard i se li donaren el títol d'inspectora general.
Va morir el 31 de juliol del 1878 a la seua casa de Villiers-le-Bel.

## Obres
Publicà més de 40 obres: manuals, articles, contes pedagògics, etc. També escriu sobre la desgràcia de les dones, la malenconia de la mal casada, la tristesa d'una vida amargada i la condició femenina. Alguns poemes seus es publicaren en periòdics locals, com l'Eco del Loire.

### Poemes
- Oda a la glòria, 1829
- Preludis, poesies, 1841

### Escrits pedagògics
- Consells sobre la direcció de les sales d'asil, 1846.
- Mètode d'ensenyament i d'educació i exercici, 1847.
- La història d'un gra d'arena.
- L'ensenyament pràctic a les escoles maternals, 1849.
- Històries i lliçons de coses per a les xiquetes, 1858.
- Geometria natural, 1861.
- El secret dels grans d'arena, 1863.
- Petites lectures variades per a xiquets dels dos sexes, 1863.
- Els animals salvatges, 1869.
- Zoologia de les escoles, de les sales d'asil i de les famílies, 1872.
- Els animals criats, 1872.

### Pel·lícula
- La Volière aux enfants,[8] pel·lícula d'Olivier Guignard (2006), guió de Nadine Lermite, amb Marilou Berry en el rol de Carpantier. Difós el 3 d'octubre de 2006 i el 9 de setembre de 2008, sobre França 2. Història adaptada de la vida de Marie Pape-Carpantier.

### Passeig conferència
«Marie Pape-Carpantier (1815-1878), pedagoga i feminista», conferència de Corinne M. Belliard i Catherine Chadedaud, per a l'Aj. del 5é, Panteó 75005, Apostes en el marc de les Jornades del patrimoni 2017.